# Тапија (филм)
Тапија је предстојећи српски филм из 2025. године режисера и сценаристе Луке Михаиловића.
Филм ће бити премијерно приказан на првом издању Балканског фестивала филмске режије.

## Радња
Филм отвара фемицид у мрачној шуми. Лаки (25 година, срчан, правдољубиб, анксиозни параноик) је дипломирани историчар уметности, беспослен, у бесперспективном окружењу одлучује да се осамостали на запуштној викендици његовог прадеде.
Анксиозност, парализе сна и параноја прате Лакија и у идиличној природи, а осећај да га неко константно посматра и да се налази у викендици са њим расту. Ствари се мењају кад Лаки сазна да је власник земље која може да му промени живот из корена, успут се заљубљује, а осећај да га неко  прогања не нестаје у малом селу у ком се десило убиство...

## Улоге
| Глумац             | Улога |
| ------------------ | ----- |
| Денис Мурић        |       |
| Teодора Драгичевић |       |
| Андрија Кузмановић |       |
| Владимир Ковачевић |       |
| Милан Пеливановић  |       |
| Снежана Јеремић    |       |
| Милош Ђуровић      |       |
| Љиљана Стјепановић |       |
| Тома Трифуновић    |       |
| Деана Костић       |       |
| Марко Марковић     |       |
| Димитрије Илић     |       |